# Іглика (Габровська область)
Ігли́ка (болг. Иглика) — село в Габровській області Болгарії. Входить до складу общини Габрово.

## Населення
За даними перепису населення 2011 року у селі проживали 6 осіб, з них 5 осіб (83,3%) — болгари.
Розподіл населення за віком у 2011 році:
Динаміка населення: